# Kenilworth Road
 (décembre 2020).
Si vous disposez d'ouvrages ou d'articles de référence ou si vous connaissez des sites web de qualité traitant du thème abordé ici, merci de compléter l'article en donnant les références utiles à sa vérifiabilité et en les liant à la section « Notes et références ».
Kenilworth Road est un stade de football situé à Luton, Bedfordshire, en Angleterre. Il accueille les matchs à domicile du Luton Town Football Club depuis 1905. Le terrain a également accueilli des matchs internationaux de femmes et de jeunes. 
Le stade de 10 356 places est situé à Bury Park, à l'ouest du centre de Luton. Il porte le nom de la route qui longe un bout de celui-ci, mais l'adresse officielle est 1 Maple Road.

## Histoire
Le terrain est connu par la pelouse artificielle qui était présente de 1985 à 1991, l'entrée inhabituelle de Oak Road End et l'interdiction de cinq saisons pour les supporters à l'extérieur que le club de Luton Town a imposée à la suite d'une émeute de la part de visiteurs en 1985. Les tribunes sont devenus toute assises en 1991. La fréquentation record de 30 069 a été établie en 1959, lors d'un replay du sixième tour de la FA Cup contre Blackpool. 